# Mesochorus lituratus
Mesochorus lituratus là một loài tò vò trong họ Ichneumonidae.